# Großsteingräber bei Karsko
Die Großsteingräber bei Karsko (auch Großsteingräber bei Schöningsburg genannt) sind zwei megalithische Grabanlagen der jungsteinzeitlichen Trichterbecherkultur bei Karsko (deutsch Schöningsburg), einem Ortsteil von Przelewice (deutsch Prillwitz) in der Woiwodschaft Westpommern in Polen. Sie tragen die Sprockhoff-Nummern 578 und 579.

## Lage
Die Gräber befinden sich ostnordöstlich von Karsko, nahe der Grenze zur Gmina Dolice auf einem Feld. Grab 1 liegt nur 4 m südlich von Grab 2.

## Beschreibung

### Grab 1
Die Anlage besitzt ein annähernd ost-westlich orientiertes, trapezförmiges Hünenbett mit einer Länge von 43 m und einer Breite von 7 m an der östlichen Stirnseite bzw. 4 m an der westlichen Schmalseite. Die Hügelschüttung soll ursprünglich noch weiter nach Westen gereicht haben. Von der Umfassung sind noch zahlreiche Steine an der nördlichen und südlichen Langseite sowie an der östlichen Stirnseite erhalten. Eine megalithische Grabkammer ist nicht auszumachen. Vermutlich handelt es sich bei der Anlage um ein kammerloses Hünenbett. Am östlichen Ende der nördlichen Langseite wurde anstelle der Umfassung allerdings eine Grabanlage aus Rollsteinen festgestellt, bei der es sich vielleicht um eine bronzezeitliche Nachbestattung handelt.

### Grab 2
Grab 2 besitzt ein annähernd ost-westlich orientiertes, trapezförmiges Hünenbett mit einer Restlänge von 37 m. Die Enden des Betts sind nicht erhalten. Seine Breite beträgt im Westen 4 m, im Osten dürfte sie ursprünglich 5–6 m betragen haben. Die Umfassung ist an der südlichen Langseite noch gut erhalten, an der nördlichen weist sie hingegen größere Lücken auf. Der genaue Grabtyp ist unklar. An der Südwestecke liegt ein größerer Stein, der zu einer Grabkammer gehört haben könnte. Allerdings gibt es keine weiteren Hinweise auf eine Kammer, sodass es sich auch hier um ein kammerloses Hünenbett handeln könnte.